# Виллер-ла-Монтань
Вилле́р-ла-Монта́нь (фр. Villers-la-Montagne) — коммуна во французском департаменте Мёрт и Мозель региона Лотарингия. Относится к кантону Вильрюп.

## География
Виллер-ла-Монтань расположен в 50 км к северо-западу от Меца и к юго-востоку от Лонгви. Соседние коммуны:Окур-Мулен на севере, Юссиньи-Годбранж на северо-востоке, Тьерселе, Тиль и Вильрюп на востоке, Морфонтен на юге, Лекс на юго-западе, Шеньер на западе.

## История
Виллер-ла-Монтань получил своё название от галло-романского поселения (виллы), разрушенного в III веке. Останки древнего поселения сохранились в соседнем лесу Селомон. Здесь находился рыцарь, зависимый от Лонгви. В 1817 году к коммуне были присоединены ферма Юссиньи и мельница Синьи.

## Демография
Население коммуны на 2010 год составляло 1449 человек.
| 1962 | 1968 | 1975 | 1982 | 1990 | 1999 | 2010 |
| ---- | ---- | ---- | ---- | ---- | ---- | ---- |
| 1079 | 1060 | 1013 | 1273 | 1226 | 1323 | 1449 |